# Calathocratus
Calathocratus is een geslacht van hooiwagens uit de familie Trogulidae (Kaphooiwagens).
De wetenschappelijke naam Calathocratus is voor het eerst geldig gepubliceerd door Simon in 1879. 

## Soorten
Calathocratus is monotypisch en omvat slechts de volgende soort:
- Calathocratus africanus